# ميخائيل هويل
ميخائيل هويل (بالإنجليزية: Michael Howell)‏ هو لاعب دوري الرغبي أسترالي، ولد في 4 أغسطس 1982 في Camden, New South Wales ‏ في أستراليا.